# Remora brachyptera
A Remora brachyptera a sugarasúszójú halak (Actinopterygii) osztályának sügéralakúak (Perciformes) rendjébe, ezen belül az Echeneidae családjába tartozó faj.

## Előfordulása
A Remora brachyptera a Föld összes melegvízű tengerében előfordul. Főbb állományai Új-Skócia és Brazília között, valamint a Madeira-szigetek vizeiben vannak.

## Megjelenése
Általában 25 centiméter hosszú, de akár 50 centiméteresre is megnőhet. Meghosszabbodott, henger alakú teste, a fehértől a világos kékig változik. Tarkóján tapadókorong ül.

## Életmódja
Csaknem kizárólag a vitorláskardoshal-félék (Istiophoridae) és a kardhal (Xiphias gladius) testére és kopoltyúira tapadva él; ritkán választ gazdaállatul egyéb nagytestű halat, de ha mégis, akkor a cápákat választja.